# Utolineus uberis
Utolineus uberis är en djurart som tillhör fylumet slemmaskar, och som beskrevs av Gibson 1990. Utolineus uberis ingår i släktet Utolineus och familjen Lineidae. Inga underarter finns listade i Catalogue of Life.